# Alphabet radio de la police aux États-Unis
L'alphabet radio de la police aux États-Unis est un alphabet radio propre aux communications des forces de police aux États-Unis.
| Lettre | Code    |
| ------ | ------- |
| A      | Adam    |
| B      | Boy     |
| C      | Charles |
| D      | David   |
| E      | Edward  |
| F      | Frank   |
| G      | George  |
| H      | Henry   |
| I      | India   |
| J      | John    |
| K      | King    |
| L      | Lincoln |
| M      | Mary    |
| N      | Nora    |
| O      | Ocean   |
| P      | Paul    |
| Q      | Queen   |
| R      | Robert  |
| S      | Sam     |
| T      | Tom     |
| U      | Union   |
| V      | Victor  |
| W      | William |
| X      | X-Ray   |
| Y      | Young   |
| Z      | Zebra   |